# چیچیبو ۶۹۹۱
سیارک ۶۹۹۱ (به انگلیسی: 6991 Chichibu، نامگذاری:1995AX) شش هزار و نهصد و نود و یکمین سیارک کشف شده‌است، که در ۶ ژانویه ۱۹۹۵ کشف شد.